# Impianto dentale radicolare-analogico
Un impianto dentale radicolare-analogico (RAI) - conosciuto anche come un impianto dentale veramente anatomico, o un impianto anatomico/custom - è un dispositivo medico per sostituire una o più radici di un singolo dente immediatamente dopo l'estrazione. A differenza dei comuni impianti in titanio a vite, questi impianti sono fatti su misura per adattarsi esattamente all'alveolo di estrazione del paziente specifico. Quindi di solito non c'è bisogno di un intervento chirurgico.
Poiché l'impianto dentale analogico radicolare corrisponde all'alveolo del dente (alveolo dentale), può essere inserito solo in concomitanza con l'estrazione del dente. Se il dente è già stato perso e i tessuti molli e duri sono già guariti, un RAI non può più essere inserito.
Il principio di base degli impianti endossei è un processo biologico descritto come osteointegrazione, in cui materiali come il titanio o la ceramica formano un legame intimo con l'osso. Non ci sono differenze particolari tra l'osteointegrazione di un impianto analogico radicolare e un impianto convenzionale a vite.

## Svantaggi degli impianti convenzionali

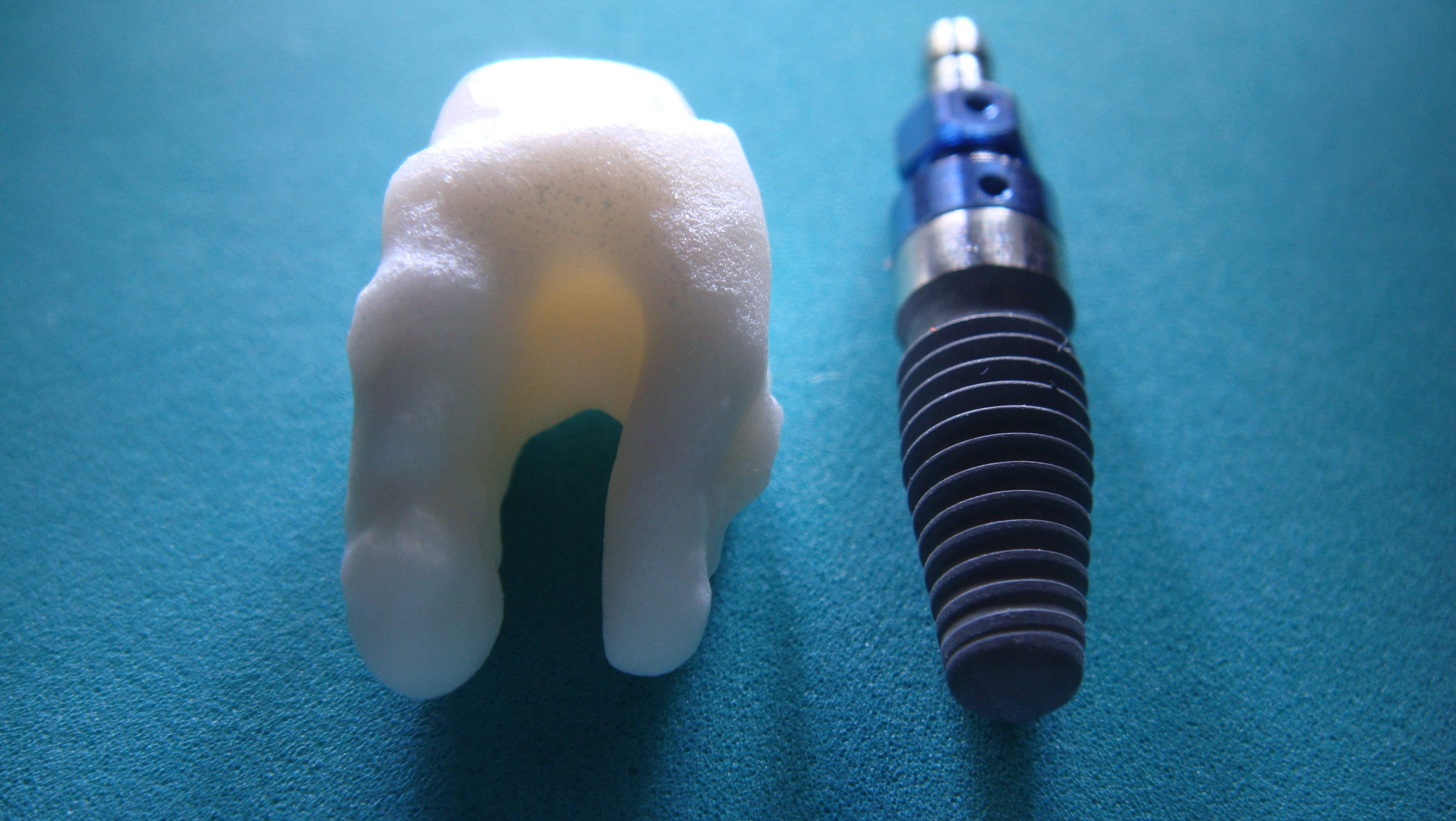
Impianto dentale in ceramica analogo alla radice in confronto all'impianto in titanio a vite

Con il miglioramento della tecnologia, è migliorato anche il tasso di successo degli impianti. Tuttavia, questo non risolve un problema fondamentale della tecnologia implantare convenzionale: il paziente deve essere modificato per adattarsi all'impianto a vite o a cilindro, piuttosto che il contrario.
Un dente ha una o più radici. Anche un dente con una sola radice è largo quasi il doppio in una direzione e nell'altra. Un impianto cilindrico a vite non assomiglia a un dente, quindi è necessario un intervento chirurgico invasivo per inserirlo in un alloggiamento del dente esistente. Tale chirurgia comporta la perforazione dell'osso sano, il riempimento dei vuoti tra l'impianto e l'osso con osso o sostituti dell'osso, e spesso procedure di rialzo del seno mascellare.
Le viti in titanio sono soggette a peri-implantite e all'accumulo di placca, il che porta a ulteriori interventi. Il colore grigio del titanio tende a trasparire attraverso le gengive, e in caso di recessione gengivale e ossea, il risultato estetico è spesso altamente imprevedibile.

## Impianti analoghi alla radice

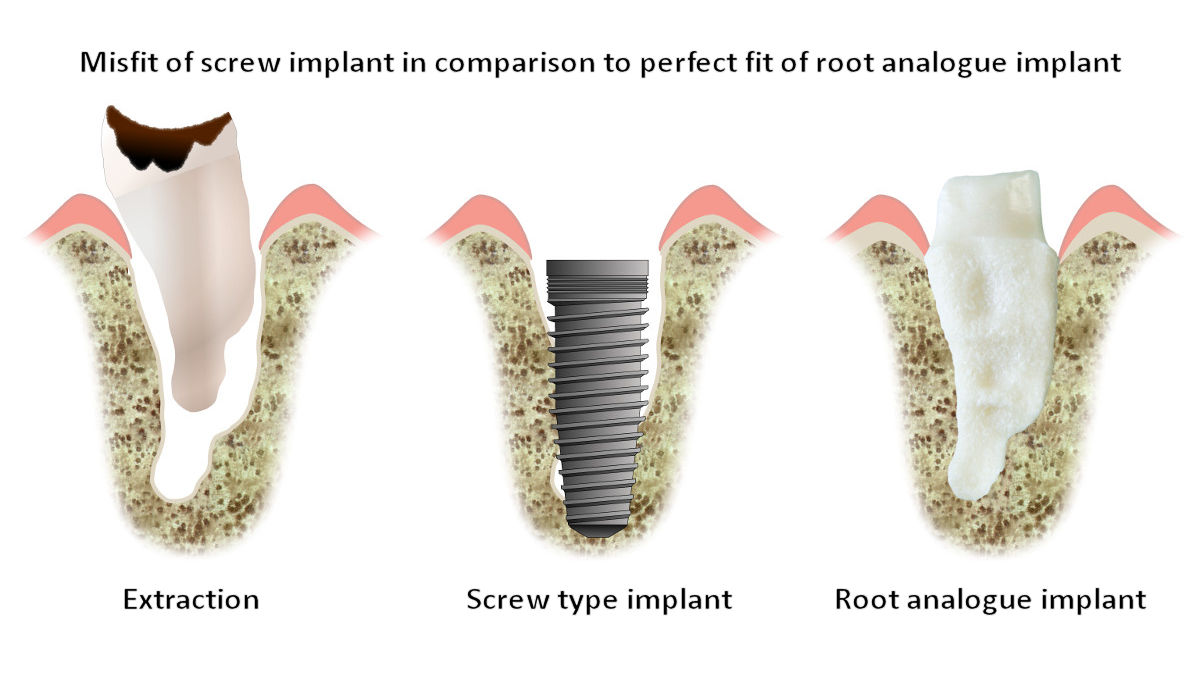
Illustrazione che mostra il confronto tra l'impianto di tipo a vite e l'impianto analogo alla radice

I RAI sono fatti su misura per adattarsi perfettamente all'alveolo di un paziente specifico subito dopo l'estrazione del dente. Pertanto ogni impianto è unico. Come forma di radice ottimizzata è molto più di una semplice replica 1:1 di un dente. Poiché riempie esattamente lo spazio lasciato dopo l'estrazione del dente, la chirurgia è raramente necessaria. L'impianto può essere prodotto da una copia del dente estratto, da un'impronta dell'alveolo o da una scansione CT o CBCT. Il vantaggio di una scansione CBCT è che l'impianto può essere prodotto prima dell'estrazione. Con i metodi precedenti, ci vogliono uno o due giorni per fabbricare un impianto.
Un impianto analogo alla radice può essere fabbricato in biossido di zirconio (zirconia) o in titanio. L'ossido di zirconio è il materiale preferito, perché ha un colore più estetico, senza decolorazione grigia visibile attraverso le gengive. Il biossido di zirconio è drogato con piccole quantità di ittrio, il che si traduce in un materiale con proprietà termiche, meccaniche ed elettriche superiori e una maggiore resistenza alla frattura - ideale per gli impianti chirurgici. L'ossido di zirconio non contiene metalli ed è biocompatibile.
Una tecnica alternativa utilizza una radice di titanio fusa ad un abutment di zirconia tramite un processo di sinterizzazione che ha eliminato ogni possibile microgap (che potrebbe causare peri-implantite, portando alla perdita di osso intorno all'impianto).
Veri e propri impianti dentali "analoghi alla forma della radice" o "anatomici" sono stati tentati in passato. Questi primi tentativi sono falliti a causa dell'insufficiente conoscenza della guarigione dell'osso corticale e spugnoso, del metodo, del materiale, degli strumenti e della tecnologia. Il principio dell'osteointegrazione differenziata, insieme al materiale e alla tecnologia adatti, ha permesso il primo successo in questo campo.

## Il principio di "Osteointegrazione differenziata
L'osteointegrazione differenziata descrive l'equilibrio guidato della distanza osso-impianto, del contatto e della compressione, tenendo conto dell'osso spugnoso o corticale, al fine di ottenere un'osteointegrazione sicura degli impianti dentali anatomici individuali.
Il design della superficie dell'impianto è cruciale per integrare tutti e tre i possibili scenari di contatto primario osso-impianto:
- Contatto nell'area della replica esatta della radice, per un inizio immediato dell'osteointegrazione primaria senza trauma osseo;
- Distanza in corrispondenza delle sottili placche corticali buccali e linguali, per evitare con sicurezza la frattura e il riassorbimento a pressione di questo osso sensibile;
- Compressione con macroritenzioni solo nelle aree di osso spugnoso per mantenere una sicura stabilità primaria durante tutta la fase di osteointegrazione.

La combinazione di tutti questi fattori è la condizione più importante per l'osteointegrazione degli impianti dentali di forma anatomica.

## Tecnica

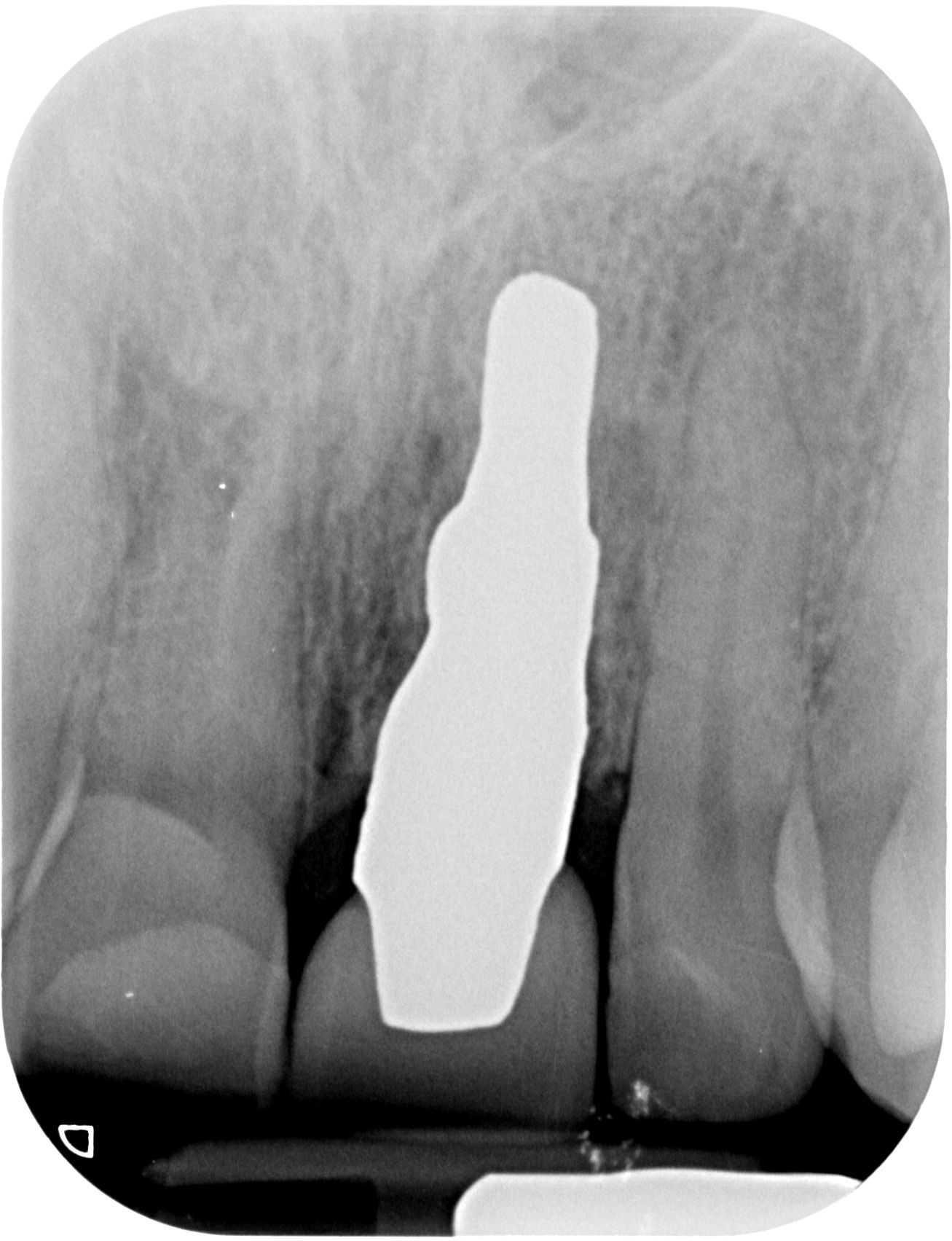
Radiografia dell'impianto dentale analogo alla radice corrispondente al video chirurgico di cui sopra

Il trattamento consiste in tre fasi:
- Ottenere la forma 3D del dente da sostituire. Questo viene fatto attraverso un'attenta estrazione del dente e la scansione della radice, prendendo un'impronta dell'alveolo, o una scansione CBCT pre-operatoria. L'impianto analogo alla radice viene prodotto utilizzando la moderna tecnologia CAD/CAM, basata sul principio dell'osteointegrazione differenziata;
- Estrazione atraumatica del dente malato;
- Posizionamento dell'impianto analogo alla radice mediante picchiettamento. In generale, non è necessario alcun intervento chirurgico. In particolare, non è mai necessario alcun rialzo del seno mascellare o chirurgia invasiva. L'impianto viene posizionato immediatamente se è stato prodotto in precedenza da una scansione CBCT, o il giorno successivo se la radice deve essere scansionata o se si utilizza un'impronta dell'alveolo. Una stecca protettiva viene applicata per proteggere l'impianto durante il periodo di guarigione.

Il tempo di recupero è molto veloce perché non vengono traumatizzati né i tessuti molli né quelli duri. In genere, anche il giorno dopo l'inserimento dell'impianto non c'è gonfiore, lividi o dolore. Dopo un periodo di guarigione di 8-12 settimane, la corona finale può essere applicata da un dentista di famiglia.

## Advantages[9][11][12]
- Può essere inserito da qualsiasi dentista di famiglia, non richiedendo competenze chirurgiche specifiche; non ci sono linee guida oltre alle indicazioni e alle controindicazioni. L'impianto viene inserito con strumenti semplici, in genere in meno di un minuto.
- Forma naturale: un impianto anatomico fresato su misura replica la forma naturale di un dente, quindi si adatta semplicemente all'alveolo. Come il dente originale, un impianto analogo alla radice può avere forme a una o più radici.
- Estetica: un RAI in ceramica assomiglia molto a un dente naturale nel colore. Quindi non c'è scolorimento attraverso le gengive, come si vede comunemente con gli impianti in titanio.
- Non è necessaria alcuna trapanazione o chirurgia, né un aumento dell'osso. Il paziente non ha mai bisogno di un rialzo di seno. Non c'è perdita di osso supplementare, a differenza di un impianto convenzionale dove l'osso deve essere trapanato. Non sono necessari antibiotici.
- Rischio estremamente basso di peri-implantite: un impianto convenzionale ha un avvolgimento a vite che è soggetto a peri-implantite se è esposto all'ambiente della bocca. Un RAI non ha nessuno di questi problemi. Allo stesso modo, essendo un impianto in un solo pezzo, non ci sono spazi vuoti che possono essere infettati.
- Immediato: un RAI viene posizionato in un alveolo immediatamente o il giorno successivo alla rimozione del dente. La lesione delle radici vicine, dei nervi o dei seni è impossibile.
- Ampiamente applicabile: I RAI possono essere utilizzati in circa il 30% dei casi, contro il 5% degli impianti convenzionali. La tecnologia è completamente aperta a tutti i metodi comuni di ricostruzione della corona.
- Le conseguenze in caso di fallimento dell'impianto sono minime: l'anatomia del paziente non è stata alterata (l'alveolo è invariato), quindi c'è ancora la possibilità di passare a un trattamento convenzionale.

## Rischi e complicazioni
Le alterazioni della forma del RAI, in combinazione con la patologia del paziente, possono essere eseguite solo da un professionista con le conoscenze, l'esperienza e le competenze necessarie. Un tasso di fallimento del 10% appare elevato a causa delle indicazioni più ampie per questa soluzione implantare; quasi tutti i fallimenti si verificano entro le prime 4 settimane. Dopo questo periodo, è raro che un impianto fallisca.

## Storia
Il più antico impianto dentale conosciuto, scoperto in Honduras e risalente al 600 d.C., è quello di una donna Maya che aveva diversi incisivi impiantati scolpiti da conchiglie marine. Almeno uno di questi impianti si era osteointegrato.
In tempi moderni, un impianto di replica del dente nei babbuini è stato riportato già nel 1969 da Hodosh e colleghi, ma l'analogo del dente in polimetacrilato era incapsulato dai tessuti molli piuttosto che osteointegrato.
Nel 1992 Lundgren e colleghi hanno utilizzato impianti in titanio analoghi delle radici in un modello sperimentale di posizionamento immediato dell'impianto nei cani, con integrazione ossea nell'88% dei casi. Un buon adattamento tra impianto e osso è stato considerato un fattore importante per il successo dell'impianto.
Per questo motivo, Kohal et al. nel 1997 hanno ulteriormente perfezionato l'approccio degli impianti in titanio con radice analogica nelle scimmie utilizzando impianti leggermente più grandi per compensare il legamento parodontale perso. Questo ha fornito un migliore adattamento tra l'impianto e l'alveolo di estrazione. In diversi casi l'inserimento dell'impianto ha portato a fratture della sottile parete buccale dell'osso alveolare.
Un successivo studio clinico sugli esseri umani nel 2002 con impianti in titanio identici alla radice ha mostrato un'eccellente stabilità primaria, ma, purtroppo, quasi la metà degli impianti ha fallito dopo 9 mesi. Questo particolare sistema implantare non fu raccomandato per l'uso clinico e gli studi clinici furono interrotti.
Un nuovo tentativo è stato fatto da Pirker et al 2004 in uno studio sull'uomo con impianti di zirconia analoghi alle radici, ma questa volta applicando un'osteointegrazione differenziata sulla superficie. Nel 2011 ha riportato un tasso di successo del 90% con questo metodo in una sperimentazione umana di 2,5 anni.
Mangano et al in Italia nel 2012 hanno riportato il successo dell'uso clinico di un impianto analogo alla radice fatto su misura con la formatura diretta del metallo al laser (DLMF) da una scansione CBCT. Questo ha dimostrato che è possibile combinare i dati CBCT 3D e la tecnologia CAD/CAM per produrre impianti analoghi alle radici con sufficiente precisione.
Nel 2012 Moin et al nei Paesi Bassi hanno studiato la precisione della tecnologia CBCT e CAD/CAM su singoli impianti analogici radicolari, e hanno concluso che questa tecnica potrebbe potenzialmente fornire impianti dentali accurati per il posizionamento immediato.
Pour et al in Germania hanno riportato una sostituzione di un singolo dente con un impianto ibrido radice-analogico nel 2017, utilizzando un impianto in titanio fuso con una copertura in ceramica nella zona estetica.

## Ricerca attuale e successo commerciale
I RAI di successo sono una tecnologia relativamente giovane. In contrasto con gli impianti geometrici convenzionali, solo una manciata di gruppi scientifici ha svolto un lavoro in questo settore dal 1964. Ci sono sforzi in corso per combinare le scansioni CBCT con la tecnologia CAD/CAM, che porterebbe a ulteriori scoperte in questo campo.
C'è una crescente preoccupazione nell'implantologia riguardo all'estetica, alla biocompatibilità e al comportamento corrosivo dei materiali. Mentre gli impianti di zirconia analoghi alle radici personalizzati offrono vantaggi significativi rispetto agli impianti convenzionali in titanio, e gli studi di follow-up con i pazienti mostrano alti tassi di successo e risultati estetici soddisfacenti, sono necessari ulteriori studi per valutare le interazioni superficie-osso e il comportamento meccanico della zirconia. further studies are needed to evaluate surface-bone interactions and mechanical behavior of zirconia.
Un certo numero di sistemi di impianti dentali analoghi alla radice sono diventati disponibili in commercio, con vari gradi di successo. Tuttavia, finora, nessun sistema di impianto dentale analogo alla radice ha ricevuto l'approvazione normativa.